# AC+
AC+ je slovenská rocková skupina z Malacek. Založena byla v roce 1982. Skupina byla známá hlavně na přelomu 80. až 90. let.

## Historie skupiny
Původní základ skupiny AC+ vznikl ještě v roce 1982. V kapele, která měla název Termix hráli Juraj Trebuľa (zpěv, klávesy), Vlado Novák (kytara), Ľubomír Vicen (baskytara) a Milan Ocharovich (bicí). V roce 1984 si tato sestava změnila název na AC+. První úspěchy skupina dosáhla na Hudebním festivalu mladých v Bojnicích, po kterém byla vyrobena první studiová nahrávka s názvem "Slnečné okuliare".
V roce 1986 se skupina umístila třikrát na prvním místě televizní hitparády 5×P se skladbou "Klára". V poloprofesionálních podmínkách kapela nahrála dvě alba: Šok (1984) a Úschovňa batožin (1986).
Mezi lety 1987–1989 skupina AC+ absolvovala množství koncertů. V tomto období kapele vyšlo několik známých hitů: "Nemusíš sa tieňov báť", "Slnko letí", "Stále mi uniká", „Na lásku nám stačí mono“, „Noc bez teba“, „Peniaze“, či „Po nociach sa túlam“, skupina v roce 1988 nahrála v Opusu své debutové album s názvem Sólo pre nezvestných.
Během její historie ve skupině došlo k několika personálním změnám, po Sametové revoluci kapela vydala druhé album Nemusíš sa tieňov báť (z originální vinylové edice se prodalo téměř 13000 kusů), v roce 1997 11 vecí. V roce 2007 se skupina AC+ pokusila o návrat na Slovensku hudební scénu, v roce 2008 vydala album Charašoandverygood.

## Ocenění
- 1986 - 1. místo na festivalu Bystrické zvony se skladbou Nemusíš sa tieňov báť [3]

## Současní členové
- Juraj Trebuľa - sólový zpěv, kytara
- Vlado "Džony" Novák - elektrická kytara
- Manfred "Fredy" Herz - basová kytara[4]
- Juraj Ščibrány - bicí nástroje
- Martin Polák - elektrická kytara

## Diskografie
- 1984 - Šok AC+, CD,MC
- 1986 - Úschovňa batožín AC+, CD,MC
- 1988 - Sólo pre nezvestných/Sme zvlaštni - Opus, SP (edice Rocklet '88)
- 1989 - Sólo pre nezvestných AC+, CD
- 1990 - Nemusíš sa tieňov báť - Opus, LP, MC
- 1997 - 11 vecí- Gratex, CD, MC
- 2008 - Charašoandverygood AC+, CD
- 2010 - Sex, Maľibu a Rokenroľ - Závodský, CD
- 2012 - AC+2012- Opus, CD

### Kompilace
- 1990 Loď do neznáma - , LP - „Odvtedy až dodnes“ (kompilační album pro americké Slováky)
- 1994 Super top hits - Musica, - 08. „Porno, prachy, video“ [5]
- 2007 Gold Supermix 1 - Opus EAN 8584019 274628, CD - 03. „Klára II“
- 2007 Gold Supermix 2 - Opus, CD - 04. „Nemusíš sa tieňov báť“

### Videoklipy
- Automat (zrádzavý automat) - (Juraj Trebuľa /Miro David )
- Porucha (pozri sa mi do ucha) - (Juraj Trebuľa /Miro David )
- Bodlo by mi (Július Kinček / Marcel Medovič)
- Vtedy a dnes - (Juraj Trebuľa / Ľuboš Zeman)
- Odvtedy až dodnes - (Juraj Trebuľa /Miro David )
- Na lásku nám stačí mono - (Juraj Trebuľa /Miro David )
- Zavri oči, padá dážď - (Juraj Trebuľa /Juraj Trebuľa )